# Wilhelm Weitz
Heinrich Friedrich Wilhelm Weitz (* 5. Mai 1881 in Pyrmont; † 24. Januar 1969 in Hamburg) war ein deutscher Internist, Rassenhygieniker und Hochschullehrer.

## Leben
Wilhelm Weitz’ Eltern waren der Badearzt Carl Weitz (1851–1938) und Sophie Weitz geborene Müller (1854–1891). Sein Großvater war der Glasgraveur Wilhelm Weitz.
Wilhelm Weitz studierte an der Georg-August-Universität Göttingen, der Eberhard Karls Universität Tübingen, der Friedrich-Wilhelms-Universität Berlin und der Christian-Albrechts-Universität Kiel. Während seines Studiums wurde er 1901 Mitglied der Burschenschaft Germania Tübingen. In Kiel promovierte er 1905 zum Dr. med. Danach war er bis 1908 Assistenzarzt in Kiel und Sekundärarzt im Hamburger Allgemeinen Krankenhaus St. Georg. 1912 wurde er Oberarzt an der Medizinischen Klinik im Universitätsklinikum Tübingen, wo er sich 1913 habilitierte. 1918 wurde er a. o. Professor und Leiter der medizinischen Poliklinik. 1915 war Fritz Lenz sein Schwager geworden.

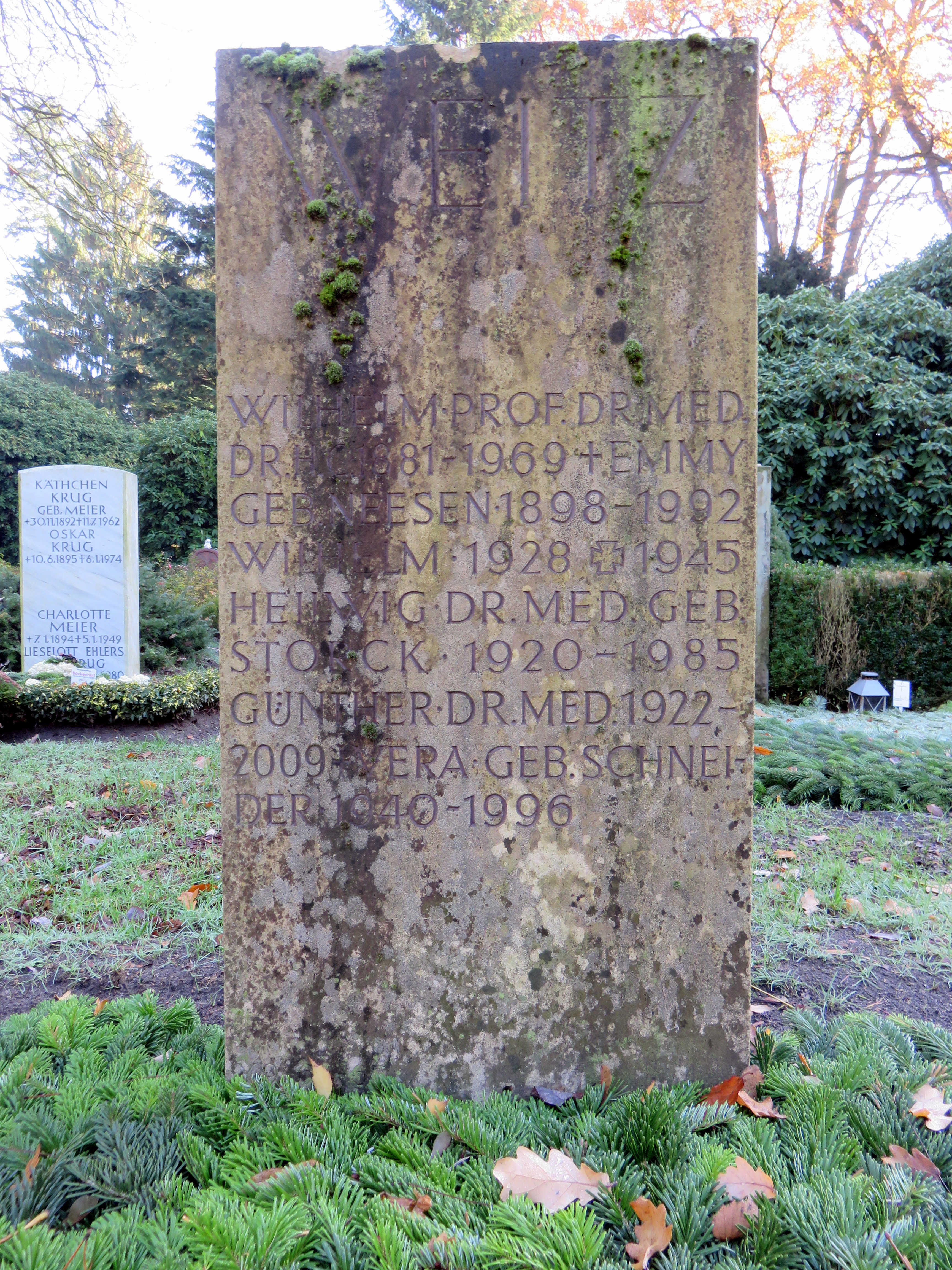
Grabstein Wilhelm Weitz auf dem Friedhof Ohlsdorf

Um 1922 führte er erste systematische Familienuntersuchungen zum Bluthochdruck durch. Er führte hierbei auch Zwillingsbeobachtungen durch. Als er 1923 einen Assistenzarzt suchte, vermittelte sein Schwager ihm Otmar Freiherr von Verschuer. 1924 gehörte Weitz zu den Gründungsmitgliedern der Tübinger Gesellschaft für Rassenhygiene und wurde deren stellvertretender Vorsitzender. 1927 nahm er eine Professur für Rassenhygiene an der TH Stuttgart an und wurde Direktor der Inneren Abteilung des städtischen Krankenhauses Stuttgart-Cannstatt. Er verfasste die zwei Kapitel „Die Vererbung innerer Krankheiten“ und „Erbliche Nervenkrankheiten“ für die fünfte Auflage seines Schwagers Buch Menschliche Erblehre und Rassenhygiene. Weitz verglich in Erbliche Nervenkrankheiten „gesunde Erbmasse mit einer Handvoll Saat und den Krankheitsfaktor mit dem Samenkorn eines Unkrauts“. Bis 1936 hatte er über 80 Publikationen zu physiologischen, internistischen und humangenetischen Fragestellungen veröffentlicht.
Von 1936 bis 1946 war er Professor für Innere Medizin und Direktor des Instituts für Zwillings- und Erbforschung an der II. Medizinischen Klinik und Poliklinik an der Universität Hamburg. Weitz trat 1937 der NSDAP bei. Er wurde 1938 Mitglied der SS, aus der er jedoch 1943 auf eigenen Wunsch wieder austrat. Zudem gehörte er dem Senat der Kolonialärztlichen Akademie der NSDAP an. Bei Weitz forschte Käthe Thiessen, bewilligt durch Ferdinand Sauerbruch als Angehöriger des Hauptausschusses der DFG, in Hamburg-Eppendorf Zur Frage der Erblichkeit des Enuresis (Erblichkeit einer Erkrankung bedeutet zu dieser Zeit für die Betroffenen die Sterilisierung).
Nach Kriegsende wurde er aus dem Professorenamt entlassen, galt jedoch ab 1950 als emeritiert. Weitz wurde 1959 Ehrenmitglied der Deutschen Gesellschaft für Innere Medizin und erhielt 1961 das Große Bundesverdienstkreuz.
Auf dem Ohlsdorfer Friedhof in Hamburg befindet sich bei Planquadrat Y 9 südwestlich vom Nordteich das Grab von Wilhelm Weitz.

## Veröffentlichungen (Auswahl)
- Zur Ätiologie der genuinen Hypertonie. Tübingen 1921.
- Die Prognose der arteriellen Hypertonie. 1942.